# Theodor Winter (Maler)
Theodor Winter, auch Theo Winter (* 4. Januar 1872 in München; † 22. Februar 1949 in Starkenburg an der Mosel), war ein deutscher Maler.

## Leben
Von 1899 bis 1903 studierte Theodor Winter, gefördert durch ein Staatsstipendium, an der Königlichen Akademie der Bildenden Künste München. Dort waren Gabriel von Hackl, Martin von Feuerstein und Wilhelm von Diez seine Lehrer. 1902 errang er durch ein Historiengemälde über die Gründung der Münchner Frauenkirche und ein Bonifatiusbild zwei Preise. 1906 nahm er an einer Gemeinschaftsausstellung im Kölnischen Kunstverein teil, 1907 im Frankfurter Kunstverein. Zusammen mit Josef Huber-Feldkirch kam er 1909 nach Düsseldorf, wo er die Glas- und Mosaikmalerei ausübte, die er als Schüler von Huber-Feldkirch erlernt hatte. 1911 hielt er sich durch Vermittlung von Huber-Feldkirch bei Albert Welti in Bern auf. Militärdienst im Ersten Weltkrieg unterbrach seine künstlerische Tätigkeit. 1932 nahm er an der Ausstellung Düsseldorf-Münchener Kunst im Kunstpalast Düsseldorf teil. Durch einen Luftangriff wurde 1941 seine Düsseldorfer Wohnung zerstört. Er zog nach Starkenburg an der Mosel, wo er im Alter von 77 Jahren starb.
Winter schuf Historien-, Landschafts- und Genrebilder sowie Porträts. Für die Herz-Jesu-Kirche des Architekten Josef Kleesattel in Aachen-Burtscheid führte er 1911 fünf Glasfenster aus, die heute nicht mehr erhalten sind. 1921 malte er die Kirche in Delhoven aus. 1924 gestaltete er Wandmalereien in der Taufkapelle von St. Adolfus in Düsseldorf-Pempelfort. 1926 malte er den Saal des Rathauses von Hamm i. W. aus.
Winter war verheiratet mit Elisabeth Unkel, einer Cousine des Gastwirts Edmund Servatius in Dudeldorf, Eifel.